# 앤디 그래머
앤디 쫑(Andy Grammer, 1983년 12월 3일 ~ )는 미국의 가수이다.